# Jair Tovar
Jair Tovar (Vitória, Espírito Santo, 5 de maio de 1896 – Rio de Janeiro, 19 de janeiro de 1984) foi um advogado brasileiro.
Filho de José Luiz de Albuquerque Tovar e de Julieta Batalha Tovar. Fez o ensino fundamental e o médio em sua cidade natal. Formado em direito em 1919 pela Faculdade Nacional de Direito, atual Universidade Federal do Rio de Janeiro (UFRJ). [carece de fontes?]
Em 1954 foi nomeado diretor-geral do Departamento Administrativo do Serviço Público (DASP), no governo de Café Filho.
Foi um dos idealizadores da fundação do Vitória Futebol Clube, clube da capital capixaba fundado em 1912. Jair ainda estudava direito quando marcou dois gols num Vi-Rio vencido pelo Vitória por 5 a 2, em 1916.